# Badalgachhi
Badalgachhi är ett underdistrikt i Bangladesh. Det ligger i den nordvästra delen av landet, 200 kilometer nordväst om huvudstaden Dhaka.
Trakten runt Badalgachhi består till största delen av jordbruksmark. Runt Badalgachhi är det mycket tätbefolkat, med 1 221 invånare per kvadratkilometer.